# 三山站 (忠清南道)
三山站（：／ Samsan yeok */?）曾为韩国铁路长项线上的一个车站，位于忠清南道舒川郡舒川邑三山里，已于2006年废止。

## 历史
- 1930年10月22日，落成使用。
- 1943年12月5日，停止使用。
- 1965年9月21日，重新使用[1]。
- 2006年6月23日，停止使用。